# Maurice Tourneur
Maurice Tourneur (Parijs, 2 februari 1876 – aldaar, 4 augustus 1961) was een Frans filmregisseur.

## Leven en werk

### Afkomst en eerste stappen in de kunst- en toneelwereld
Maurice Tourneur werd in de Parijse wijk Belleville geboren als de zoon van een juwelier. Hij was eerst actief als graficus en illustrator van tijdschriften. Daarna werkte hij in dienst van de beeldhouwer Auguste Rodin en vervolgens van de symbolistische schilder Puvis de Chavannes. De wereld van het toneel sprak hem echter aan en hij werd acteur. Hij kwam terecht in het theatergezelschap van André Antoine, een van de grondleggers van de moderne toneelregie in Frankrijk. Hij speelde bij Antoine tot 1909.

### Filmregisseurdebuut en de Amerikaanse periode (1914-1926)
In 1912 begon hij zich te interesseren voor de cinema en werd de assistent van zijn vriend, de toneelregisseur Émile Chautard die in 1910, even voor hem, het toneel voor de film had ingeruild. Hij werd door de filmmaatschappij Éclair al gauw aangetrokken als filmregisseur. Wat later zond Éclair hem naar de Verenigde Staten omdat hij het Engels goed beheerste. In vijf jaar tijd draaide hij er heel wat films, vooral voor World Pictures. Tourneur werd in Hollywood geleidelijk aan beschouwd als een van de betere filmregisseurs. Hij werkte er in die jaren vaak samen met de toekomstige filmregisseur Clarence Brown en met cameraman John van den Broek. In 1918 stichtte hij  Maurice Tourneur Productions, zijn eigen productiehuis. Hij verwezenlijkte literatuurverfilmingen zoals Victory (naar Joseph Conrad, 1919), Treasure Island (naar Robert Louis Stevenson, 1920) en The Last of the Mohicans (naar James Fenimore Cooper, 1921). Hij bleef Amerikaanse stomme films draaien tot in 1926.

### Terug in Frankrijk
Ten gevolge van artistieke meningsverschillen met filmproducent Irving Thalberg besloot hij naar zijn geboorteland terug te keren. 
In Frankrijk wilde hij L'Équipage, het eerste grote literair succes van Joseph Kessel, verfilmen maar hij moest de opnames onderbreken. Men verweet hem immers dat hij zich tijdens zijn verblijf in de Verenigde Staten niet actief had ingezet tijdens de Eerste Wereldoorlog. Hij week uit naar Duitsland om er Marlene Dietrich te regisseren in het drama Das Schiff der verlorenen Menschen (1927), haar laatste stomme film. In 1928 kon hij L'Équipage voltooien.
Daarna verwezenlijkte hij nog een twintigtal films gebaseerd op literair werk, hoofdzakelijk drama's. Hij kon daartoe rekenen op de medewerking van de fine fleur van de Franse acteurs van toen. Zo bracht hij in de legerkomedie Les Gaietés de l'escadron (1932) Fernandel, Jean Gabin en Raimu samen. Voor het drama Koenigsmark (1935) kon hij rekenen op Pierre Fresnay. Maurice Chevalier nam de hoofdrol voor zijn rekening in Avec le sourire (1936), zijn eerste Franse gesproken film. Het in Rusland gesitueerde historisch drama Le Patriote (1938) werd gedragen door de vertolkingen van Harry Baur en Pierre Renoir. In de jaren dertig verwierf zoon Jacques de nodige ervaring als monteur en als regieassistent op de filmset van zijn vader.

### De jaren veertig: de laatste films
In Volpone (1941) speelden de gevierde toneelacteurs Harry Baur, Charles Dullin en Louis Jouvet samen. Voor zijn laatste werken uit de jaren veertig deed Maurice Tourneur meermaals een beroep op het schrijftalent van Jean-Paul Le Chanois. Zo goot Le Chanois onder meer  een Maigretroman in een scenario voor Cécile est morte (1943). Albert Préjean mocht er voor de tweede keer de beroemde commissaris vertolken. Zijn laatste prent, het donkere noodlotsdrama Impasse des Deux-Anges waarvoor hij Simone Signoret en Paul Meurisse, de twee jonge beloftevolle hoofdrolspelers uit het al even duistere Macadam (Marcel Blistène, 1946) opnieuw verenigde, dateerde uit 1948.

### Gedwongen afscheid
In 1949 werd hij betrokken in een ernstig verkeersongeval en hield er een dwarslaesie aan over. Omdat hij verlamd was aan benen en romp zag hij zich verplicht zijn regisseurscarrière af te sluiten en hield zich vanaf dan onder meer bezig met het in het Frans vertalen van Amerikaanse politieromans.

### Privéleven
In 1904 trouwde hij met Fernande Petit die hem in datzelfde jaar nog een zoon schonk, de toekomstige Frans-Amerikaanse filmregisseur Jacques Tourneur. Hij scheidde van zijn eerste vrouw in 1923 en hertrouwde met actrice Louise Lagrange.
Tourneur stierf in 1961 op 85-jarige leeftijd en ligt begraven op het Parijse cimetière du Père-Lachaise.

## Filmografie

### Stomme films
- 1913: Jean la Poudre (samen met Émile Chautard)
- 1913: Les Gaîtés de l'escadron (samen met Joseph Faivre)
- 1913: Mademoiselle Cent-Millions
- 1913: Le Système du docteur Goudron et du professeur Plume
- 1913: Les Ruses de l'amour
- 1913: Le Dernier Pardon
- 1913: Le Camée
- 1913: La Dame de Monsoreau
- 1913: La Bergère d'Ivry
- 1914: Le Friquet
- 1914: Le Puits mitoyen
- 1914: Sœurette
- 1914: Monsieur Lecoq
- 1914: Le Corso rouge
- 1914: Le Parfum de la dame en noir (samen met Émile Chautard)
- 1914: Mother
- 1914: The Man of the Hour
- 1914: The Wishing Ring: An Idyll of Old England
- 1914: The Pit
- 1914: La Dernière Incarnation de Larsan
- 1914: Figures de cire
- 1915: Alias Jimmy Valentine
- 1915: The Cub
- 1915: The Ivory Snuff Box
- 1915: Trilby
- 1915: The Butterfly on the Wheel
- 1916: The Pawn of Fate
- 1916: The Hand of Peril
- 1916: The Closed Road
- 1916: The Rail Rider
- 1916: The Velvet Paw
- 1917: The Pride of the Clan
- 1917: A Girl's Folly
- 1917: The Poor Little Rich Girl
- 1917: The Whip
- 1917: The Undying Flame
- 1917: The Law of the Land
- 1917: Barbary Sheep
- 1917: Exile
- 1917: The Rise of Jennie Cushing
- 1918: Rose of the World
- 1918: The Blue Bird
- 1918: Prunella
- 1918: A Doll's House
- 1918: Sporting Life
- 1918: Woman
- 1919: The White Heather
- 1919: The Life Line
- 1919: The Broken Butterfly
- 1919: Victory
- 1920: My Lady's Garter
- 1920: Treasure Island
- 1920: The White Circle
- 1920: The Great Redeemer (samen met Clarence Brown)
- 1920: The County Fair (samen met Edmund Mortimer)
- 1920: Deep Waters
- 1920: The Last of the Mohicans (samen met Clarence Brown)
- 1921: The Bait
- 1921: The Foolish Matrons (samen met Clarence Brown)
- 1922: Lorna Doone
- 1923: The Christian
- 1923: While Paris Sleeps
- 1923: The Isle of Lost Ships
- 1923: The Brass Bottle
- 1923: Jealous Husbands
- 1924: Torment
- 1924: The White Moth
- 1925: Never the Twain Shall Meet
- 1925: Sporting Life
- 1925: Clothes Make the Pirate
- 1926: Old Loves and New
- 1926: Aloma of the South Seas
- 1928: L'Équipage
- 1929: Das Schiff der verlorenen Menschen

### Geluidsfilms
- 1929: The Mysterious Island (samen met Lucien Hubbard en Benjamin Christensen)
- 1930: Accusée, levez-vous!
- 1931: Maison de danses
- 1931: Partir
- 1932: Au nom de la loi
- 1932: Les Gaîtés de l'escadron
- 1933: Les Deux Orphelines
- 1933: Le Voleur
- 1933: Lidoire
- 1933: L'Homme mystérieux
- 1935: Justin de Marseille
- 1935: Koenigsmark
- 1936: Samson
- 1936: Avec le sourire
- 1938: Le Patriote
- 1938: Katia
- 1941: Volpone
- 1941: Péchés de jeunesse
- 1942: Mam'zelle Bonaparte
- 1943: La Main du diable
- 1943: Le Val d'enfer
- 1944: Cécile est morte
- 1947: Après l'amour
- 1948: Impasse des Deux-Anges